# Taxa Tobin
Taxa Tobin é um tributo proposto pelo economista americano James Tobin, da Universidade de Yale, laureado com o Prémio de Ciências Económicas em 1981. Esse tributo incidiria sobre as movimentações financeiras internacionais de caráter especulativo.
A proposta de Tobin inspirou a criação da ATTAC, em 1997, por Ignacio Ramonet, diretor do jornal francês Le Monde Diplomatique.
ATTAC e outras organizações, embora considerassem a primazia do objetivo original de Tobin, propuseram que a Taxa Tobin pudesse gerar fundos a serem geridos pela ONU e destinados ao desenvolvimento do Sul Global.
Tecnicamente, nos termos da legislação tributária do Brasil, a Taxa Tobin corresponderia a um imposto e incidiria sobre o valor das transações financeiras de curto prazo, mediante a aplicação de uma alíquota  de 0.1% a 0.25%. Embora a alíquota proposta fosse baixa, Tobin acreditava que pudesse limitar a especulação financeira internacional.

## História
Em 15 de agosto de 1971, o então presidente dos Estados Unidos, Richard Nixon, anunciou o fim da conversibilidade do dólar em ouro, liquidando assim o sistema vigente desde os Acordos de Bretton Woods. Tobin sugeriu um novo sistema para a assegurar a estabilidade monetária internacional, no qual estaria incluída a taxação das transações financeiras internacionais. 
A ideia hibernou por mais de 20 anos até que, em 1997, Ignacio Ramonet renovou o debate em torno da chamada Taxa Tobin, em seu editorial Désarmer les marchés ("Desarmar os mercados"), no qual propôs a criação da  Associação pela Tributação das Transações Financeiras para Ajuda aos Cidadãos (ATTAC) para defender a introdução do tributo, no âmbito do movimento antiglobalização.
Em 2011, a crise financeira internacional reforçou os argumentos em favor da adoção da taxa. A proposta ganhou o apoio de autoridades como o presidente da França, Nicolas Sarkozy e da Central Sindical Internacional (CSI).